# Moreiranula picta
Moreiranula picta is een hooiwagen uit de familie Gonyleptidae.